# عبدالله بن خلیفه آل ثانی
عبدالله بن خلیفه آل ثانی زادهٔ ۱۱ فوریهٔ ۱۹۵۹ در دوحه یک سیاست‌مدار اهل قطر و نخست وزیر سابق این کشور است.